# 埃韦特-萨尔贝
埃韦特-萨尔贝（法語：Évette-Salbert，法語發音：[evɛt salbɛʁ]）是法国勃艮第-弗朗什-孔泰大区贝尔福地区省的一个市镇，位于该省西北部，和上索恩省接壤，属于贝尔福区和大贝尔福城市圈公共社区。该市镇于1972年由原市镇埃韦特（Évette）和萨尔贝（Salbert）合并而成。

## 地理
埃韦特-萨尔贝（47°40'30"N, 6°47'54"E）面积9.16 平方千米，位于法国勃艮第-弗朗什-孔泰大區贝尔福地区省，该省份为法国东北部内陆省份，东临上莱茵省，北起孚日省，西接上索恩省，南与杜省和瑞士接壤。
与埃韦特-萨尔贝接壤的市镇（或旧市镇、城区）包括：拉沙佩勒苏绍、沙隆维拉尔、弗拉耶和沙特比耶、贝尔福、埃塞尔、塞马马尼、瓦尔杜瓦。

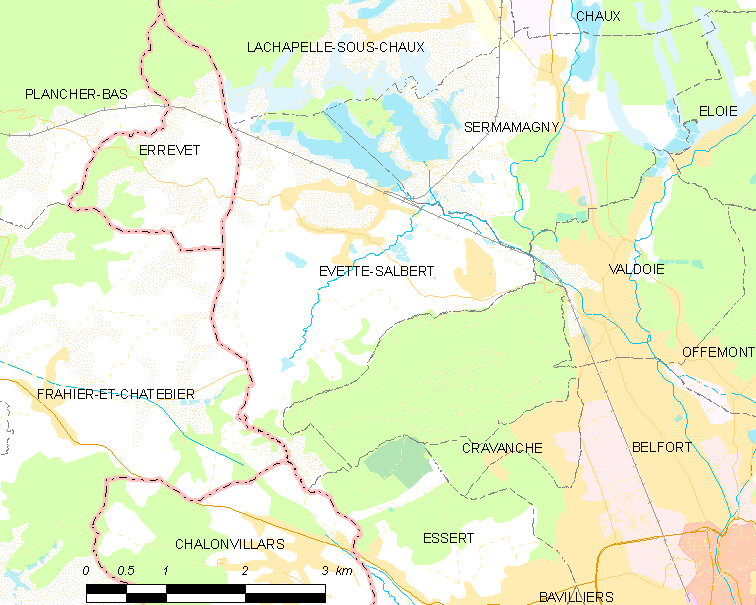
埃韦特-萨尔贝的OSM定位图

埃韦特-萨尔贝的时区为UTC+01:00、UTC+02:00（夏令时）。

## 行政
埃韦特-萨尔贝的邮政编码为90350，INSEE市镇编码为90042。

## 政治
埃韦特-萨尔贝所属的省级选区为瓦尔杜瓦县。

## 人口

1962-2008年间埃韦特-萨尔贝人口变化图示

埃韦特-萨尔贝于2022年1月1日时的人口数量为2022人。